# Deuterocohnia chrysantha
Espèce
Synonymes
- Pitcairnia chrysantha Phil.

Statut de conservation UICN

VU : Vulnérable
Deuterocohnia chrysantha est une espèce de plantes de la famille des Bromeliaceae, endémique du Chili et décrite en 1894.

## Synonymes
- Pitcairnia chrysantha Phil.

## Distribution
L'espèce est endémique du nord du Chili.

## Description
Selon la classification de Raunkier, l'espèce est chamaephyte.